# Toni Braxton (album)
Toni Braxton - debiutancki album amerykańskiej wokalistki Toni Braxton, wydany w 1993 roku nakładem LaFace Records. Album przez dwa tygodnie utrzymywał się na szczycie zestawienia Billboard 200 i sprzedał się w ponad 8 milionowym nakładzie w samych Stanach Zjednoczonych.

## Lista utworów
1. "Another Sad Love Song" – 5:01
2. "Breathe Again" – 4:29
3. "Seven Whole Days" – 6:22
4. "Love Affair" – 4:28
5. "Candlelight" – 4:36
6. "Spending My Time with You" – 4:08
7. "Love Shoulda Brought You Home" – 4:56
8. "I Belong to You" – 3:53
9. "How Many Ways" – 4:45
10. "You Mean the World to Me" – 4:53
11. "Best Friend" – 4:28
12. "Breathe Again" (Reprise) – 1:19

### Europejska edycja
1. "Give U My Heart" (Mad Ball Mix) – 6:11

## Listy przebojów
| Lista (1993)                          | Pozycja szczytowa |
| ------------------------------------- | ----------------- |
| U.S. Billboard Top R&B/Hip-Hop Albums | 1                 |
| Lista (1994)                          | Pozycja szczytowa |
| Australian Albums Chart               | 6                 |
| Dutch Albums Chart                    | 11                |
| Hungarian Albums Chart                | 39                |
| Japanese Albums Chart                 | 79                |
| New Zealand Albums Chart              | 2                 |
| Norwegian Albums Chart                | 14                |
| Swedish Albums Chart                  | 24                |
| UK Albums Chart                       | 4                 |
| U.S. Billboard 200                    | 1                 |
| Lista (1997)                          | Pozycja szczytowa |
| German Albums Chart                   | 7                 |

### Certyfikaty
| Kraj            | Instytucja | Certyfikat               | Sprzedaż  |
| --------------- | ---------- | ------------------------ | --------- |
| Kanada          | CRIA       | podwójna platynowa płyta | 200,000   |
| Holandia        | NVPI       | Złota płyta              | 30,000    |
| Wielka Brytania | BPI        | Złota płyta              | 100,000   |
| USA             | RIAA       | 8× platynowa płyta       | 8,000,000 |

## Single
- Love Shoulda Brought You Home
- Another Sad Love Song
- Breathe Again
- Seven Whole Days
- You Mean the World to Me
- I Belong to You
- How Many Ways